# Schoenionta philippinica
Schoenionta philippinica är en skalbaggsart som beskrevs av Stefan von Breuning 1954. Schoenionta philippinica ingår i släktet Schoenionta och familjen långhorningar.
Artens utbredningsområde är Filippinerna. Inga underarter finns listade i Catalogue of Life.